# Pieridae
Famille
Sous-familles de rang inférieur
- Dismorphiinae Schatz, 1886
- Pseudopontiinae Reuter, 1896
- Coliadinae Swainson, 1821
- Pierinae Swainson, 1820

Les Pieridae (ou Piéridés) sont une famille de lépidoptères (papillons) diurnes de la super-famille des Papilionoidea. Elle comprend environ 1 200 espèces dans le monde, dont environ 50 vivent en Europe et 26 en France métropolitaine.

## Description et étymologie
La famille des Pieridae a été créée par l'entomologiste anglais William Swainson en 1820. Certaines sources l'attribuent cependant à l'entomologiste français Philogène Auguste Joseph Duponchel en 1835.
Le nom de cette famille est construit à partir de celui de son genre type, Pieris, qui a été décrit par le naturaliste allemand Franz von Paula Schrank en 1801. Ce pionnier de l'entomologie a nommé les papillons en s'inspirant de la mythologie grecque, qu'il a bien étudiée, et en l'occurrence des Piérides, les filles du roi Piéros qui avaient défié les muses,.

## Liste des sous-familles
La famille des Pieridae se compose des quatre sous-familles suivantes :
- Dismorphiinae Schatz, 1886
- Pseudopontiinae Reuter, 1896
- Coliadinae Swainson, 1821
- Pierinae Swainson, 1820

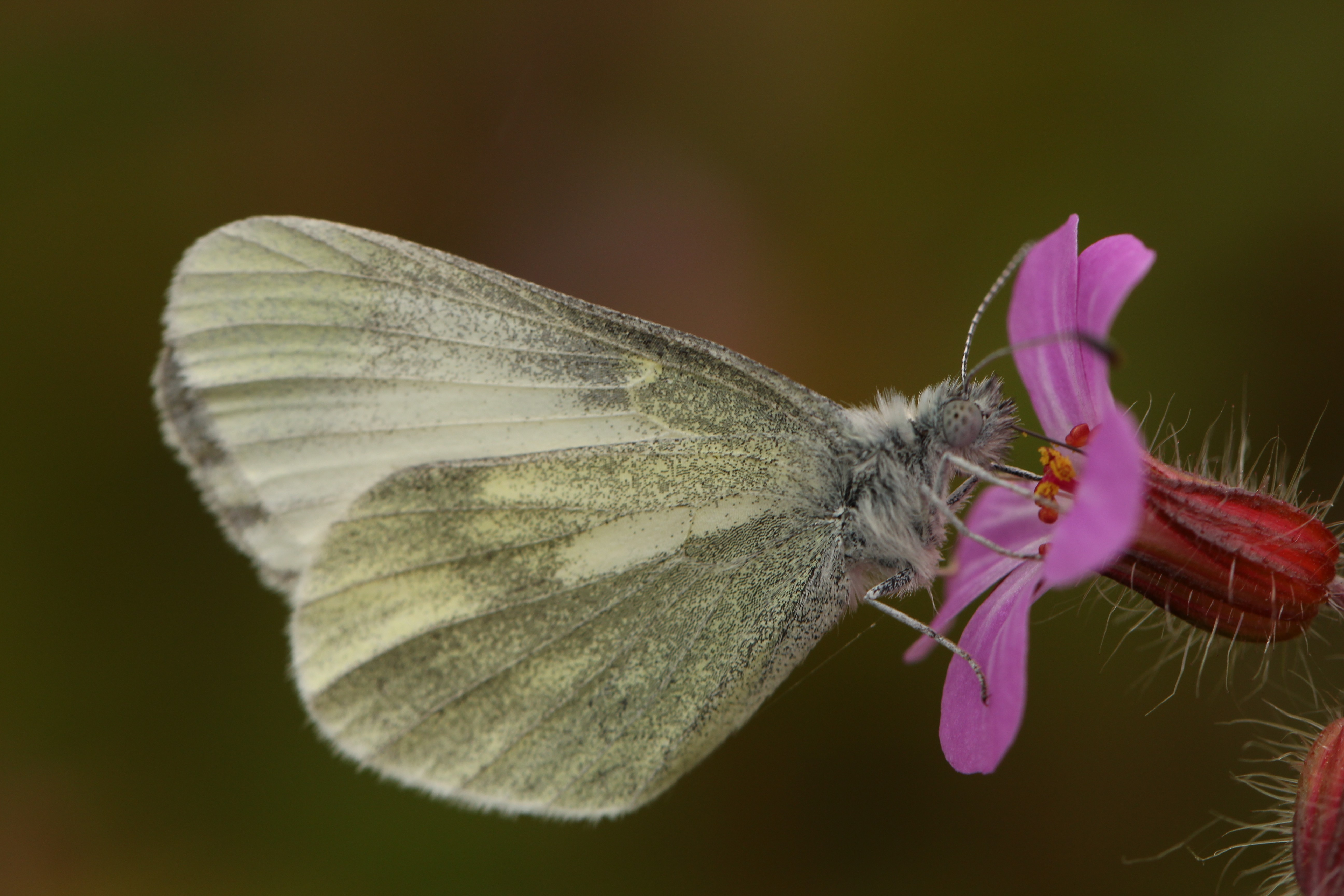
Dismorphiinae Leptidea juvernica
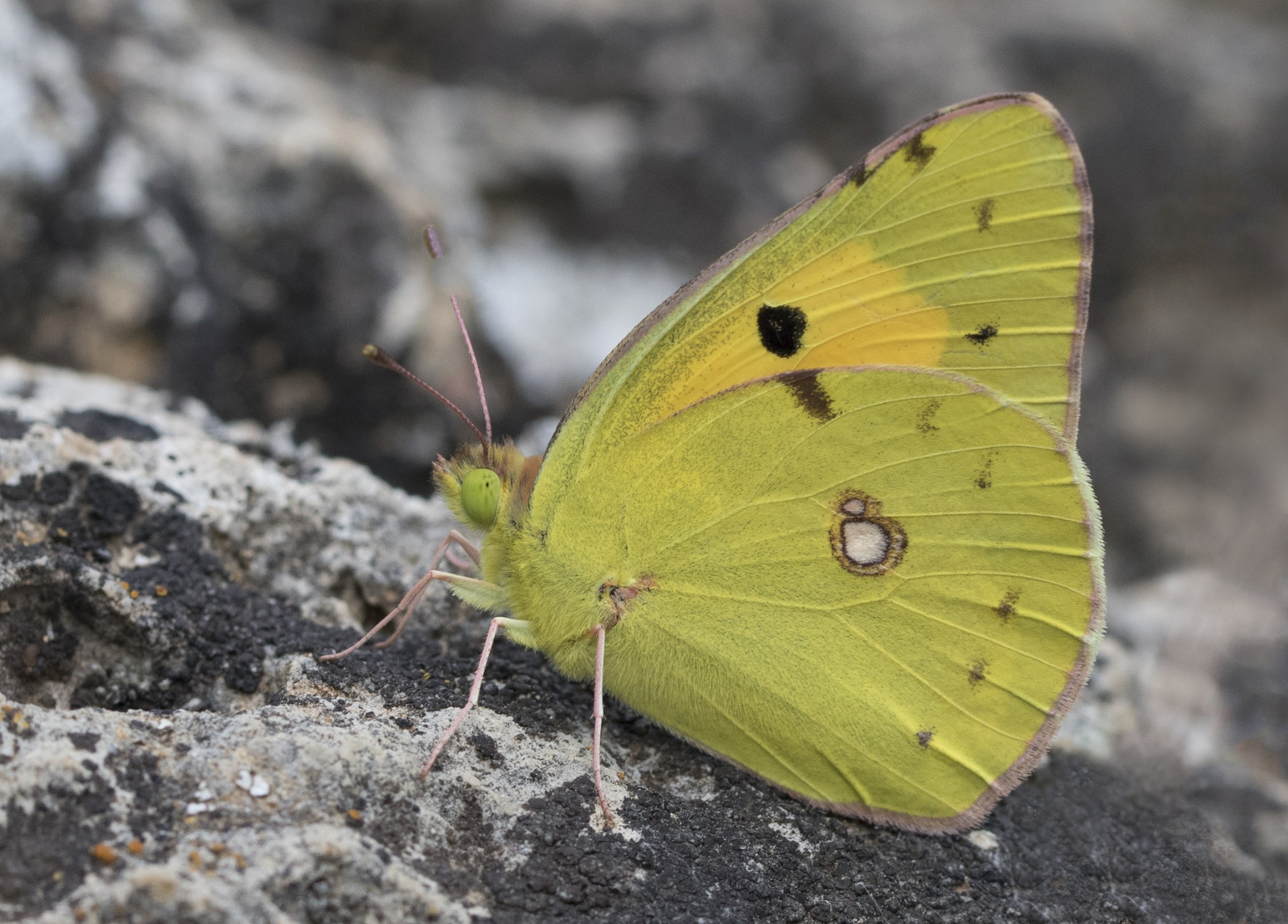
Coliadinae Colias crocea
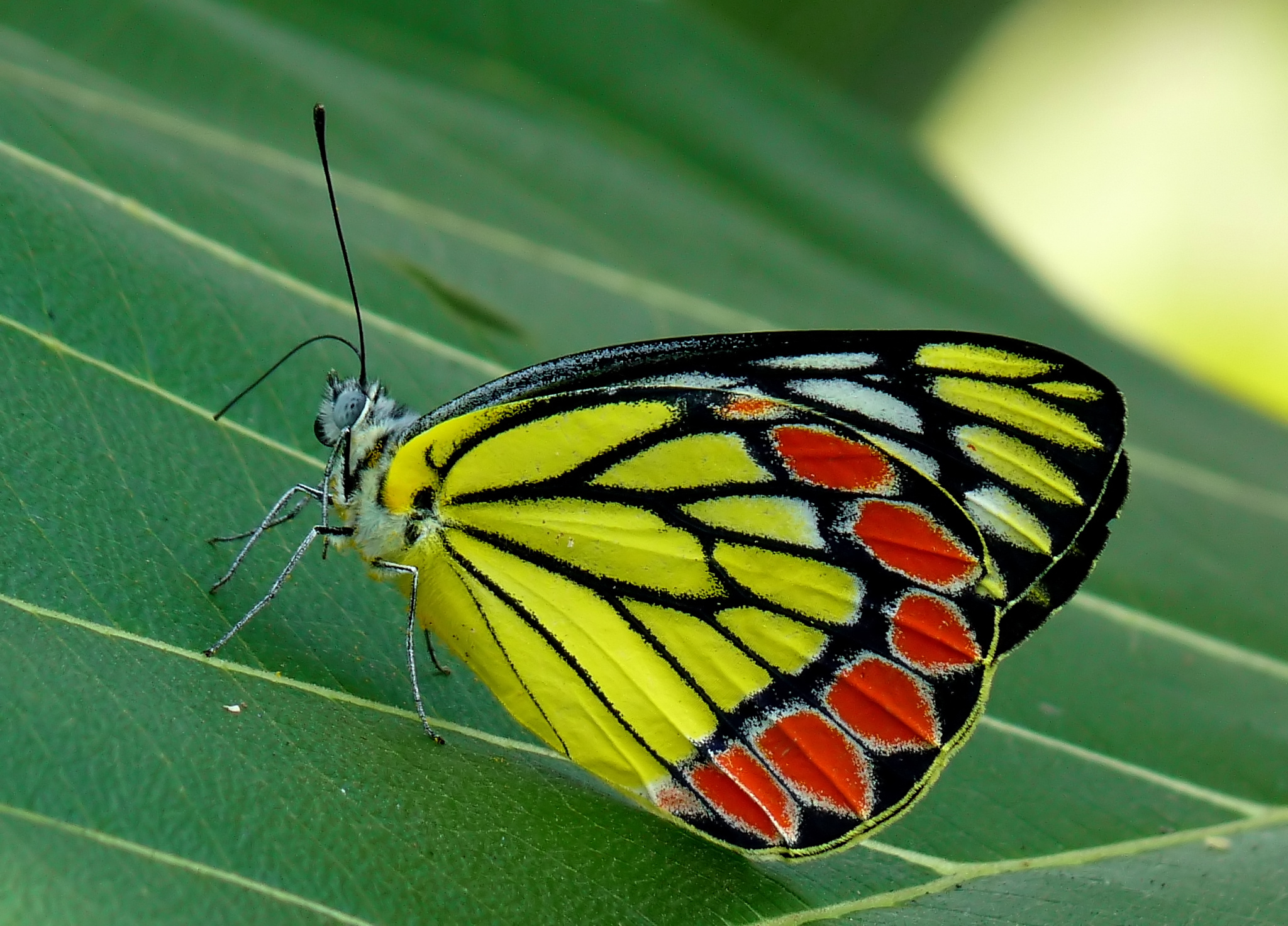
Pierinae Delias eucharis

## Caractéristiques communes

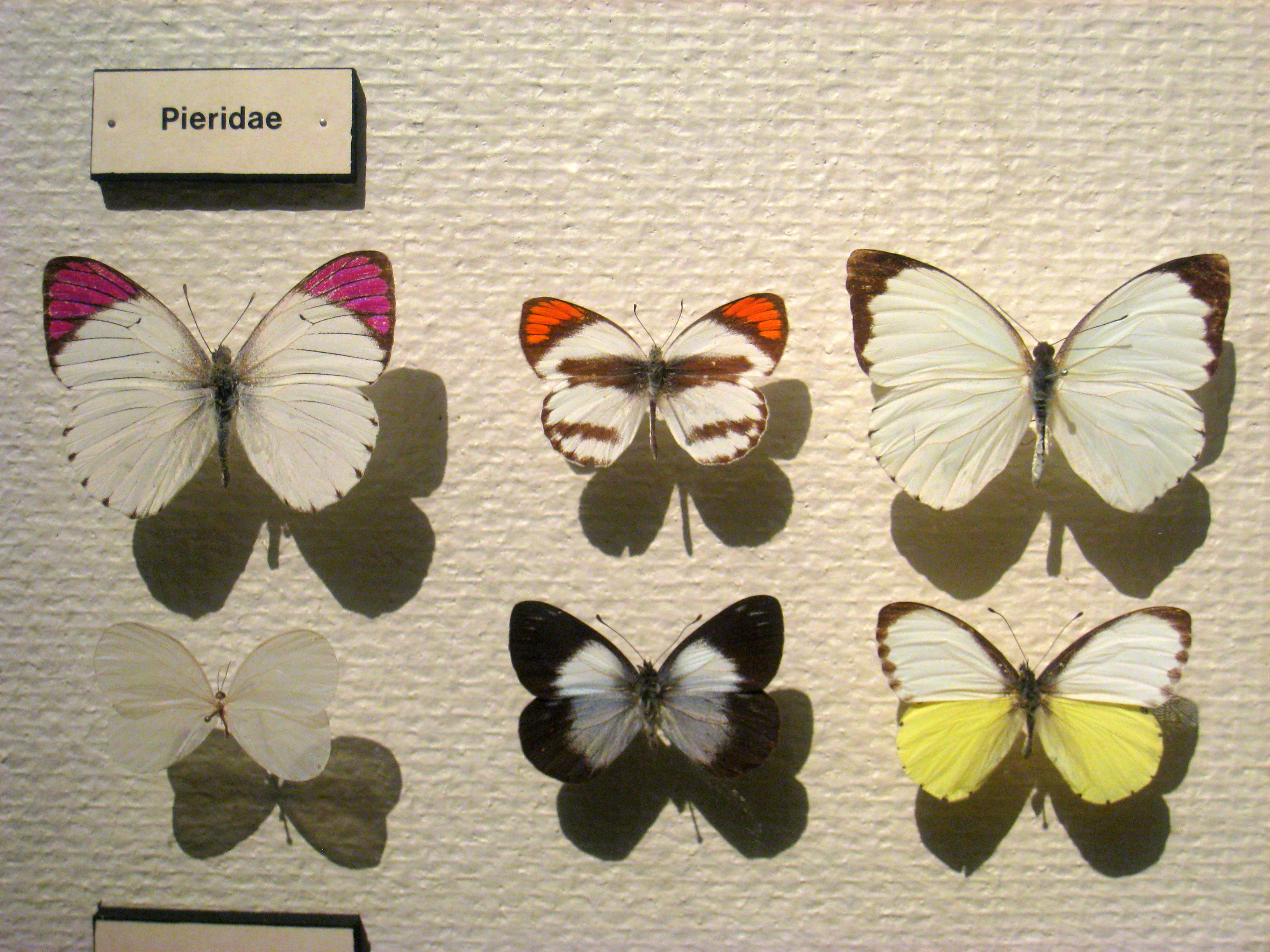
Pieridae, Muséum d'Histoire Naturelle d'Oslo, Norvège

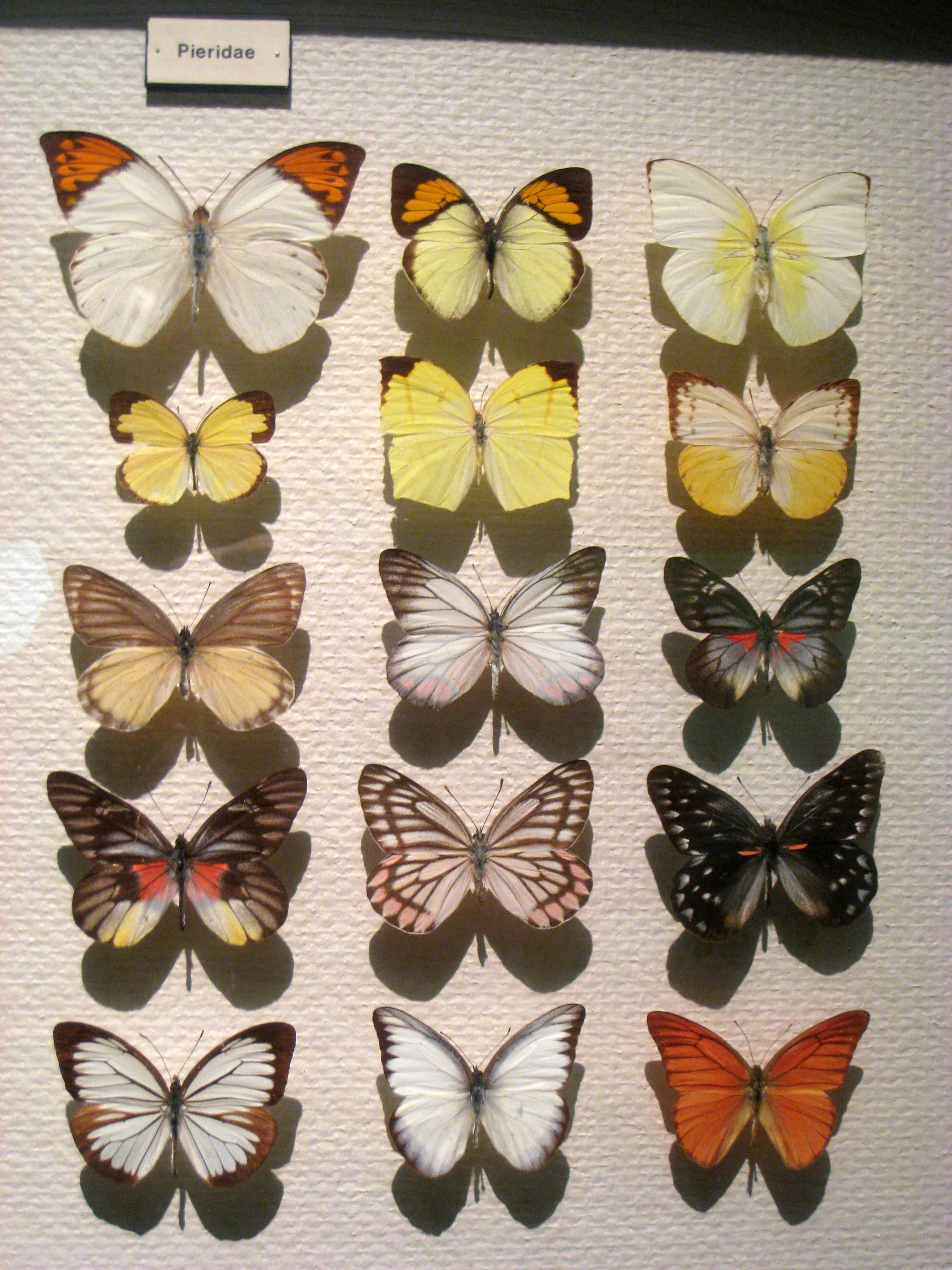
Pieridae, Muséum d'Histoire Naturelle d'Oslo, Norvège

Les imagos des Pieridae ont comme couleur prédominante le blanc, le jaune et l'orange avec un certain dimorphisme sexuel ; leurs trois paires de pattes sont bien développées, et au repos, les ailes sont repliées et l'abdomen est caché.
Les œufs sont cannelés, le plus souvent en forme de quille.
Les chenilles sont vertes, et leurs plantes hôtes sont par exemple des Brassicaceae pour les espèces du genre Pieris, et des Fabaceae pour celles du genre Colias. 
Plusieurs insectes parasitoïdes s'attaquent aux chenilles de piérides, se développant dans le corps de la chenille elle-même ou (pour d'autres parasites, minuscules guêpes noires par exemple) dans la chrysalide elle-même. 

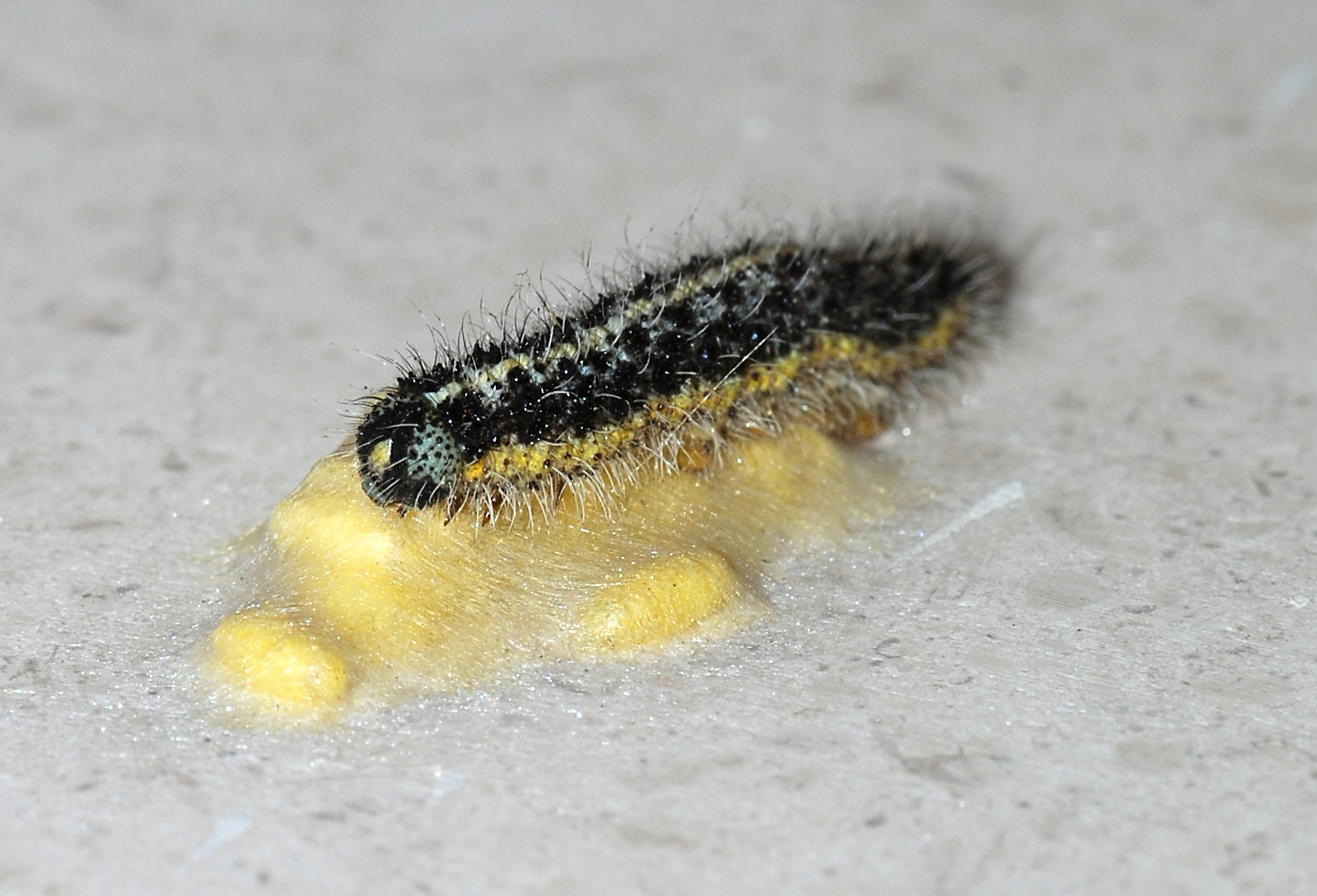
Chenille de Piéride du chou sur un amas de cocons de parasitoïdes. Cette chenille a été dévorée de l'intérieur par les larves qui sont ensuite sorties pour se métamorphoser.
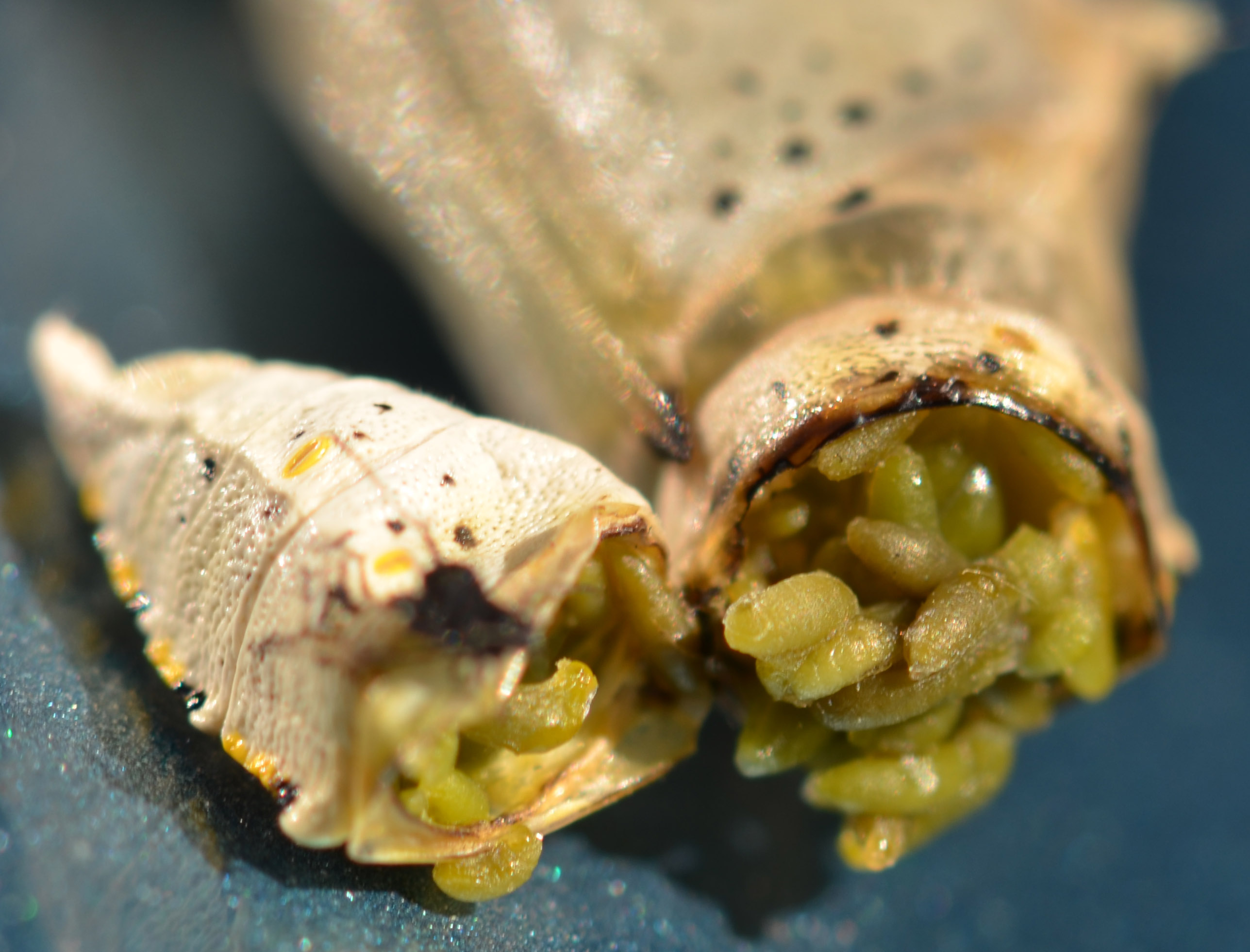
Chrysalide de piéride parasitée par une micro-guêpe dont les larves sont ici en cours de pupaison.

## Espèces européennes
Il existe une cinquantaine d'espèces de Pieridae en Europe, dont certaines sont très communes, comme la Piéride de la rave (Pieris rapae), l'Aurore (Anthocharis cardamines) et le Citron (Gonepteryx rhamni).